# Castillo de Sielecki
El castillo de Sielecki — un castillo ubicado en la ciudad de Sosnowiec, en el sur de Polonia. Se encuentra en el distrito de Sielec al noreste desde la estación de tren, en el parque de la ciudad en la margen izquierda del río Czarna Przemsza. 

## Historia
La historia de la construcción del castillo no se conoce completamente. Hasta hace poco tiempo se creía que se estableció en 1620, pero gracias a investigaciones arqueológicas y consultas en archivos, resultó que sus orígenes se remontan quizás al siglo XV.  En 1620, Sebastián Menor del escudo de armas de Półkozic completó la construcción de un nuevo castillo en planta cuadrangular con un patio en el medio.  Esto se conmemoró con una placa conservada hasta el día de hoy en la capilla.  El aspecto del castillo de este período se presenta en los inventarios de 1665 y 1719. Después de Minory, los propietarios de Sielec fueron Modrzejewscy y Męgoborski. Durante el reinado del rey Stanisław August Poniatowski, el castillo perteneció al coronel Michał Żuliński, y luego al chambelán de la corte real de Jordan Stojewski, quien en 1802 vendió el castillo al general prusiano Christian Ludwig Schimmelpfennig von der Oye Después de su muerte en 1812, la viuda vendió el castillo en 1814 al príncipe de Pszczyna, Ludwik Anhalt-Coethen von Pless En 1824, el castillo se incendió, por lo que el príncipe encargó su reconstrucción sobre la base de los planos elaborados por Józef Heintz, según los cuales se demolió el ala este y se rellenaron los fosos En 1856, el edificio fue comprado por el empresario metalúrgico Andreas von Renard de Strzelce Opolskie y en manos de esta familia y la empresa asociada a ella, el castillo permaneció hasta la Segunda Guerra Mundial como edificio de oficinas
En 1977, el castillo pasó a ser propiedad de la United Household Glassworks "Vitropol" y fue destinado a ser la sede del Museo y de la Fábrica Central Polaca de Patrones de Vidrio. Sin embargo, antes de que esto sucediera, el castillo fue renovado. Fue entonces cuando se descubrieron policromías que datan del siglo XVII en el ala sur, en una sala con columnas en el primer piso.
En 1994 el castillo fue tomado por la ciudad de Sosnowiec. Pronto comenzó otra renovación del edificio más antiguo de la ciudad. En 2002, una parte del castillo renovado fue designada como sede del Centro de Arte Sosnowiec – Castillo Sielecki, que fue creado como resultado de la transformación de la Galería de Arte Municipal "Extravagancia".

## Arquitectura
La arquitectura del Castillo de Sielecki es representativa del estilo del siglo XVII. Tiene rasgos de la arquitectura barroca. Aunque ha sufrido varias renovaciones y restauraciones a lo largo de los años, aún conserva gran parte de su carácter originales.
Originalmente una fortificación defensiva, ampliada en 1620 en un complejo de cuatro alas con torres en las esquinas, quizás utilizando edificios anteriores.  El castillo fue construido con piedra caliza rota y ladrillo. Edificio de plantas con sótano. Después del incendio de 1824, el castillo fue reconstruido en 1832, pero se demolió el ala este con la puerta de entrada y se rellenaron los fosos.  A pesar de estos cambios, el carácter defensivo original se evidencia en la forma del bloque, las cuatro torres de las esquinas y los resaltes en la prolongación de las alas laterales.  Actualmente es un edificio de tres alas con un patio abierto. El ala central tiene dos alas y las laterales tienen una bahía. En el ala norte, en el primer piso, hay una antigua capilla cubierta con bóveda de cañón con lunetos y decoración geométrica de estuco.
La estructura del techo era originalmente de madera.  Tejados acero a dos aguas recubierto con láminas de cobre. Cúpulas de torres de tiendas de campaña. El techo de la capilla es a cuatro aguas, rematado con una torreta bulbosa con una linterna octogonal.
Las fachadas de las alas laterales del lateral del patio son de ocho ejes, mientras que las fachadas del cuerpo principal son de siete ejes con una vanguardia de tres ejes situada en el centro, en la que se sitúa la entrada principal. Aberturas de ventanas y puertas sin bandas, transformadas en el siglo XIX, rectangulares en el cuerpo del palacio, semicirculares en las torres. 
Los interiores, que constan de 38 habitaciones, han sido completamente reconstruidos. Carpintería fragmentaria del siglo XIX. 